# Parmoptila woodhousei
Il beccaformiche (Parmoptila woodhousei Cassin, 1859) è un uccello passeriforme della famiglia degli Estrildidi.

## Descrizione

### Dimensioni
Misura fino a 11 cm di lunghezza, coda compresa.

### Aspetto

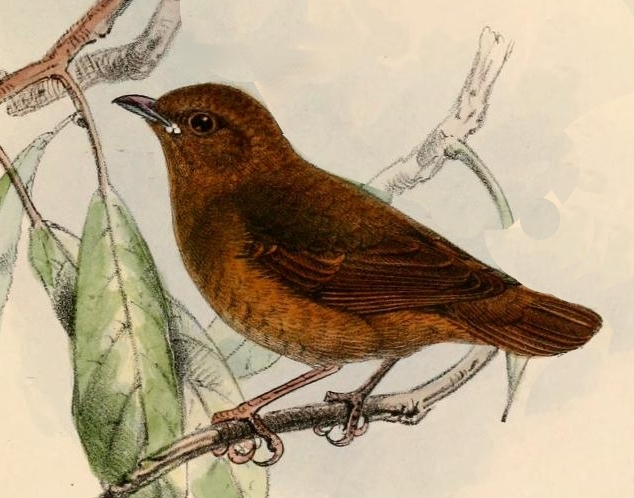
Illustrazione di una femmina.

Il maschio presenta fronte, faccia e gola di colore bruno-arancio, mentre vertice, nuca, dorso, ali, codione e coda sono di colore bruno, con screziature più scure sulle singole penne e copritrici alari dalla punta bianca: petto, ventre e sottocoda sono invece di colore bianco-crema, con le singole penne orlate e screziate di bruno scuro. Le femmine sono invece prevalentemente brune su tutto il corpo, con tendenza a uno schiarimento nella zona ventrale, che diviene biancastra con screziature scure. In entrambi i sessi il becco è nero, le zampe sono di color carnicino e gli occhi sono bruno-rossicci.

## Biologia
Si tratta di uccelli diurni, che vivono perlopiù da soli o in coppie, ma possono essere osservati anche in gruppetti familiari di 6-8 individui, spesso in associazione con altri piccoli uccelli insettivori: essi passano la maggior parte della giornata alla ricerca di cibo fra i rami degli alberi, dimostrandosi molto timidi e piuttosto difficili da osservare.

### Alimentazione
Il beccaformiche, come intuibile dal nome, si nutre principalmente di formiche, che vengono cercate fra i rami e le cortecce degli alberi: la loro dieta si compone inoltre di altri insetti ed invertebrati di piccole dimensioni, frutta, bacche e solo in minima parte anche di piccoli semi.

### Riproduzione
La stagione riproduttiva cade generalmente durante la fase finale della stagione delle piogge (fra marzo e maggio), sebbene le popolazioni residenti a cavallo dell'Equatore siano in grado di riprodursi durante tutto l'anno. I nidi hanno forma globosa, sono insolitamente voluminosi (oltre i 20 cm di diametro) e si compongono di fili d'erba e foglie intrecciate prevalentemente dalla femmina, che all'interno del nido depone 3-4 uova biancastre, che vengono covate per circa due settimane. I nidiacei sono in grado d'involarsi attorno alle tre settimane dalla schiusa, tuttavia essi tendono a rimanere nei pressi del nido per almeno altre tre settimane, prima di allontanarsene definitivamente.

## Distribuzione e habitat
Il beccaformiche occupa un areale che si estende dalla Nigeria sud-orientale  alla Repubblica Centrafricana sud-occidentale e a sud fino al Congo centro-orientale e all'Angola settentrionale.
L'habitat di questi uccelli è rappresentato dalle aree pianeggianti ricoperte da foresta pluviale primaria o secondaria ben matura, con folto sottobosco e presenza di fonti d'acqua dolce permanente nelle vicinanze.

## Tassonomia
Se ne riconoscono due sottospecie:
- Parmoptila woodhousei woodhousei, la sottospecie nominale, diffusa nella porzione settentrionale dell'areale occupato dalla specie;
- Parmoptila woodhousei ansorgei Hartert, 1904, endemica dell'Angola settentrionale;

Il nome scientifico della specie è stato scelto in omaggio all'esploratore statunitense Samuel Washington Woodhouse.